# 威斯徹斯特廣場-東特雷蒙特大道車站
威斯徹斯特廣場-東特雷蒙特大道車站（英語：Westchester Square–East Tremont Avenue station），曾名「威斯徹斯特廣場車站」（英語：Westchester Square station）是紐約地鐵IRT佩勒姆線的一個慢車地鐵站，位於布朗克斯威斯徹斯特廣場東特雷蒙特大道及威斯徹斯特大道交界，設有6號線（任何時候停站（除繁忙時段的尖峰方向外））列車服務，而繁忙時段的尖峰方向則開行<6>列車。

## 車站結構
| 月台層 | 側式月台 | 側式月台                              |
| 月台層 | 南行慢車 | ← 往布魯克林大橋-市政府 (謝里加大道)  |
| 月台層 | 尖峰快車 | ← 無定期服務                          |
| 月台層 | 北行慢車 | → 往佩勒姆灣公園 (中城路) →           |
| 月台層 | 側式月台 |                                       |
| 夾層   | 夾層     | 閘機、車站詢問處、Metrocard自動售票機 |
| Ground | 街道層   | 出入口                                |

此高架車站設有兩個側式月台和三條軌道。中央軌道不營運。
在2015－2019年MTA資金計劃內，此站與其餘三十個紐約地鐵站一同進行徹底翻新，並關閉約6個月。翻新內容包括蜂窩服務、Wi-Fi、充電站、改善指示牌與車站照明。

## 外部連結

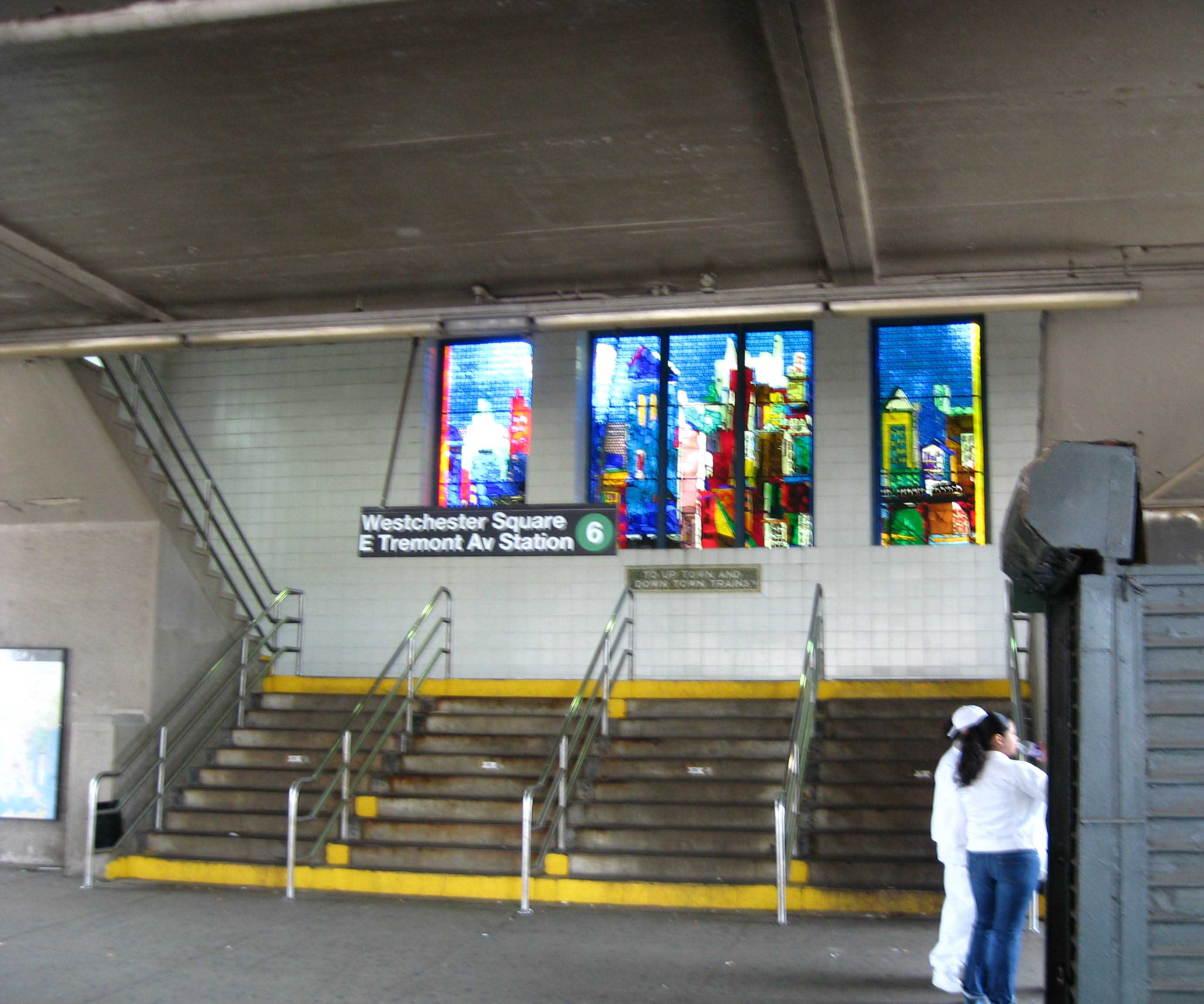
街梯

- 维基共享资源上的相關多媒體資源：威斯徹斯特廣場-東特雷蒙特大道車站
- nycsubway.org—IRT Pelham Line: Westchester Square
- nycsubway.org — City of Light Artwork by Romare Bearden (1993) （页面存档备份，存于）
- nycsubway.org — Unknown Artwork (unknown artist and date) （页面存档备份，存于）
- Station Reporter — 6 Train
- The Subway Nut — Westchester Square–East Tremont Avenue Pictures （页面存档备份，存于）
- MTA's Arts For Transit — Westchester Square–East Tremont Avenue (IRT Pelham Line)
- Westchester Square entrance from Google Maps Street View